# 調音音声学
調音音声学（ちょうおんおんせいがく、Articulatory phonetics）とは、調音と音声生成法を研究する音声学の下位分野である。

## 研究内容
調音音声学は、人間が有する発声器官と、これを利用して実行される発声の過程についての研究が基本である。
人間はさまざまな生理学的構造の相互作用を介して音声を生成しており、これは空力エネルギーから音響エネルギーへの変換に関係している。空力エネルギーとは、声道を通る気流を指す。その潜在的な形態は空気圧であり、運動形態は実際の動的気流である。音響エネルギーは、音波として表すことができる気圧の変化であり、音波は人間の聴覚系によって音として認識される。
音は、肺から空気を排出するだけで生成されるが、話すことを可能な音質を変えるためは、通常、2つの音声器官が互いに向かって移動し、接触して、特定の方法で空気を形作る障害物を作成する。最大の障害物の点は調音部位と呼ばれ、障害物が形成および解放される方法が調音方法である。たとえば、[p]音を出すと、唇がしっかりと集まり、瞬間的に空気が遮断され、空気圧が上昇する。その後、唇が突然解放され、音が爆発する。したがって、この音の調音部位は両唇（両唇音）、調音方法は破裂（破裂音）である。さらに無声音であることから、[p]音は無声両唇破裂音と呼ばれるのである。
そして、これら発声器官と発声の過程についての研究を基に、発声された音声をどのように記述するか、という音声表記の問題を考察する。音声表記とは、例えば発音記号の事を指し、音声表記の問題についての研究は、調音音声学のみならず、音声学においても重要な分野の１つである。
また、発声された音声を記述する際、音声として表れる言語現象に、特定のパターンが存在することが考えられる。例えば、water[wɑ:tər]の/t/など、母音に挟まれた/t/は、日本語のラ行の子音のように発音することがある。だが、当たり前の事ながら、全ての/t/の音を、日本語のラ行の子音のように発音するわけではないため、この/t/を、普通の/t/と同じように扱うことは非常に難しい。
よって、そのような特定のパターンを規則化することが必要である。例を挙げれば、上記の「母音に挟まれた/t/は、日本語のラ行の子音のように発音する」という音声の言語現象は、「弾音化」という規則に置き換えて記述される。

## 歴史
調音音声学は、調音活動の観察や実験によって、19世紀末から研究され、科学として確立された。